# Бої за Красногорівку
Бої за Красногорівку — бойові дії між ЗС РФ та ЗСУ за контроль над містом Красногорівка Донецької області України. Активна фаза боїв розпочалася 8 квітня 2024 року; повністю місто було захоплене ЗС РФ 7 жовтня 2024 року.

## Хід боїв
Бої 8 квітня - 7 травня:
8 квітня ЗС РФ вдалося знову увійти на південно-східну околицю міста і просунутися вздовж вулиці Ватутіна. Наступного дня ЗСУ під час контратаки повернули частину втрачених позицій, ЗС РФ на 7 БМД та 2 авто зайшла у Красногорівку з південного сходу, успішно висадила ≈30 солдат на півдні та зайняла декілька жилих районів на півдні та півночі від залізничних шляхів. У період з 10 по 13 квітня російським військам вдалося відбити частину втрачених під час контратаки позицій і продовжити наступ бронетехнікою до вогнетривкого заводу, розташованого в центрі міста. Впродовж усіх боїв за місто з 2022 українські підрозділи виділилися великою кількістю випадків СЗЧ, що призвело до нестачі майже 70% особового складу від солдатів до офіцерів. Бойовий дух тих хто стояв до кінця був трохи вище середнього а їхні позиції на прикладі 105 ОБТрО доукомплектовувались бійцями 79 та 80 ОДШБр 

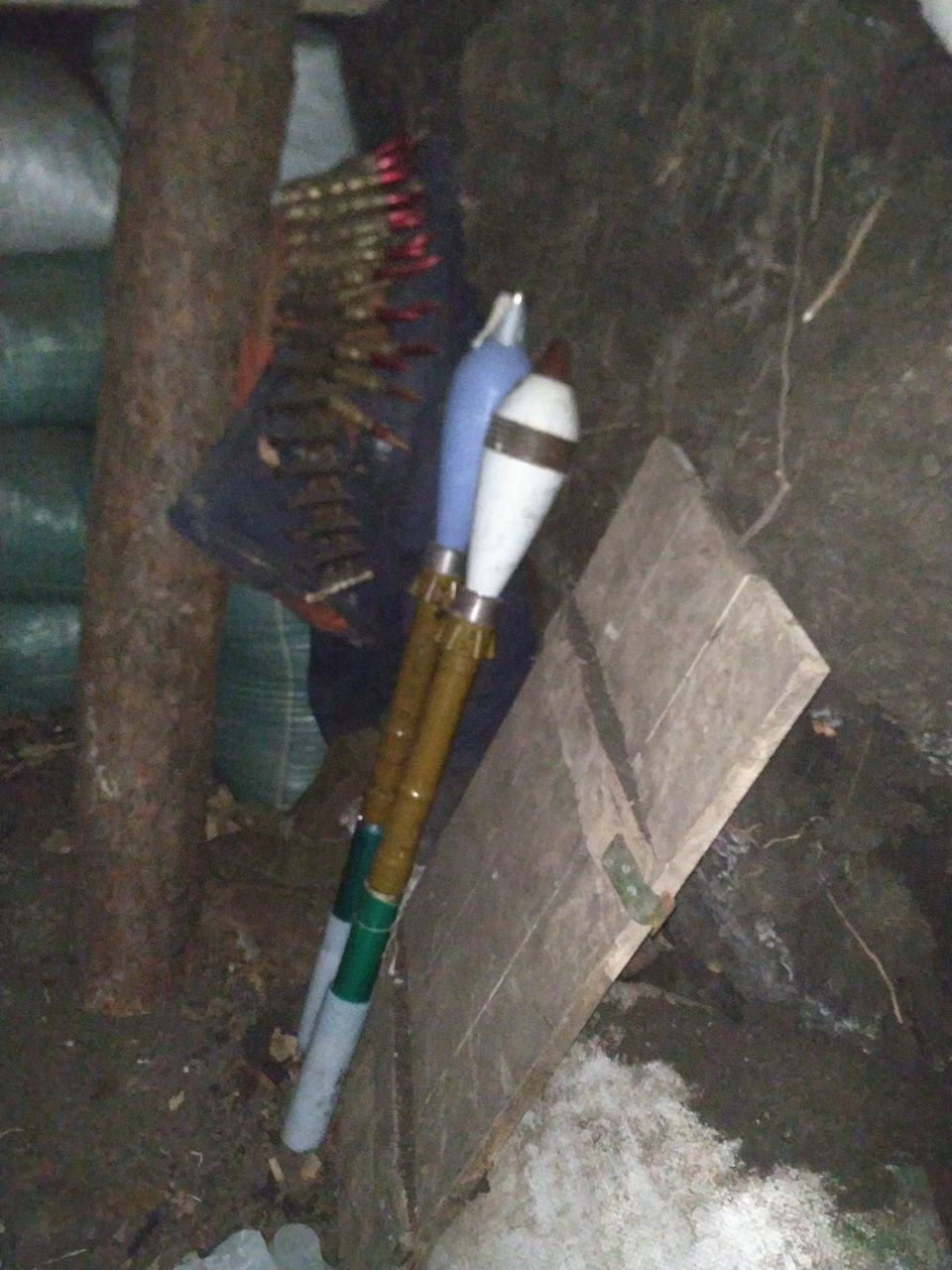
80мм міна прикручена до кумулятивного двигуна від гранати РПГ замість кумулятивної частини. Використовувались 105 ОБТрО 109 ОБрТрО

З 15 по 16 квітня ЗС РФ зайняли залізничний вокзал, кілька приватних будівель у районі вулиці Залізничної та занедбаний авторемонтний завод на півдні міста, просунувшись на 1.62 км² силами 3 ОМСБ 114 ОМСБр та 5 ОМСБр. 16 квітня з безпілотника був помічений перший «танк-черепаха», який використовували російські війська, що діяли у південній частині міста в районі Історичної та Охтирської вулиць, трохи південніше вогнетривкого заводу.
25 квітня солдатами ЗС РФ, 5 ОМСБр було піднято російський прапор над однією з найпівденніших будівель вогнетривкого заводу та зайнято 2 км². 27 квітня ЗС РФ прорвалися до дорожнього кільця у центрі Красногорівки. 30 травня 2024 3 ОМСБ зайняв поля лівіше Красногорівки площею 0.5 км². 4 травня російські війська захопили вогнетривкий завод, головне укріплення міста, і в північній частині заводу було піднято прапор. 
Бої 8 травня - 9 червня:
8 та 9 травня російські війська прорвали українську оборону у східній частині міста в районі вулиць 1 травня та Чайковського та створили плацдарм у мікрорайоні Сонячний. Таким чином нову українську лінію оборони було відсунуто до мікрорайону Східний, лікарняного комплексу та району сільськогосподарського технікуму. Залишки 105 батальйону попри наказ командування 109 ОБрТрО залишатися на закріпленій території без втрат покинули свої позиції вночі 9 травня 2024 та тимчасово залишили Красногорівку на реорганізацію та доукомплектування через нестачу особового складу, відсутність якої небуть техніки (окрім особистих авто в-сл) через що батальйон вважався де-факто суто піхотним, обмеженне застосування FPV-дронів через їх малу кількість, виявлення та знищення КСП батальйону, вогнева перевага ворога та постійне використання ним дронів, хімічної та запалювальної зброї а саме термітних гранат ГРТЗ (3 шт. 1 травня), (4 шт. 3 травня) запалювальні міни, 4 ГРТЗ (4 травня), К-51 слезоточива граната (5 травня) для виманювання оборонців у пастку що виявилося безуспішним, безлад, нестатутні відносини та сварки у командуванні бригади з командуванням 105 батальйону, прорив лінії оборони зі сторони Невельського що створювало умови для повного оточення. Представник української оперативно-стратегічної групи «Хортиця» заявив, що її підрозділи, переважно 59-а бригада, заблокували ЗС РФ усередині вогнетривкого заводу. Також було виявлено брак російських 120-мм мін, вибухівки дронів камікадзе, ВОГів які не розривалися.
12-13 травня російські війська просунулися повз вогнетривкий завод далі в центр міста, в район житлових комплексів силами 3 ОМСБ та 5 ОМСБр захопивши 3.3 км². 
Аж до 18 травня тривали бої на вулицях Центральній та Сумській у центрі Красногорівки. Була очищена від ЗСУ територія навколо вулиць Пушкіна та Некрасова на південному заході міста та район Борисівського ставка між вулицями Кобзаря та 1 Травня на північній околиці. 21 травня російські війська просунулися від вулиці Ринкової до вулиці Слов'янської, на північний захід від вогнетривкого заводу. 
22-23 травня ЗС РФ зайняли сільськогосподарську базу Олександрівське, складську територію на західній околиці міста. До 24 травня російські війська захопили школу №2, розташовану в центрі Красногорівки. До 9 червня ЗС РФ захопили будинки з обох боків західної половини Сумської вулиці, а також просунулися приблизно на 750 м на південний захід від міста вздовж залізниці на Острої. Наступ на місяць припинився.
Бої 3 липня - 1 серпня:
3 липня ЗС РФ просунулися вулицею Академіка Корольова в центральній частині міста, також була зайнята приватна забудова вулицями Мічуріна, Відродження, Гагаріна, Калинова, Суворова, Чкалова, Чехова та Матросова. 10 липня російські війська просунулися у північній частині міста до вулиць Медичної та Бєлінського. 15 липня російські війська в західній частині міста вийшли на поля на південний захід. З 20 по 26 липня ЗС РФ зайняли північну Красногорівку, і до 27 липня під контролем ЗСУ залишилася лише північно-західна частина міста. Таким чином, до 1 серпня російські війська взяли під свій контроль всю Красногорівку, крім її північно-західної околиці.
Серпень - 7 жовтня:
У серпні та вересні на північно-західній околиці Красногорівки тривали бої. 9 вересня російські війська захопили західні околиці міста. 10 вересня Міністерство Оборони РФ офіційно заявило про повний контроль над Красногорівкою що не відповідало дійсності, справжній контроль над містом ЗС РФ отримала 7 жовтня.

## Початок боїв
3 червня 2022 ЗС РФ атакувала зі сторони Новоселівки Другої за допомогою 2 танків та підтримкою 1 FPV-дрона для розвідки та координації дій атакуючих.
7 липня 2022 був зруйнований технікум у Красногорівці.
24 липня 2022 ЗС РФ обстріляли приватний сектор у Красногорівці зруйнувавши 3 будинки. Через 6 днів місто знову було обстріляне, пошкодженно 5 будинків. 2 серпня 2022 було зруйновано 4 будинки, наступного дня зруйнований ще 1 будинок.

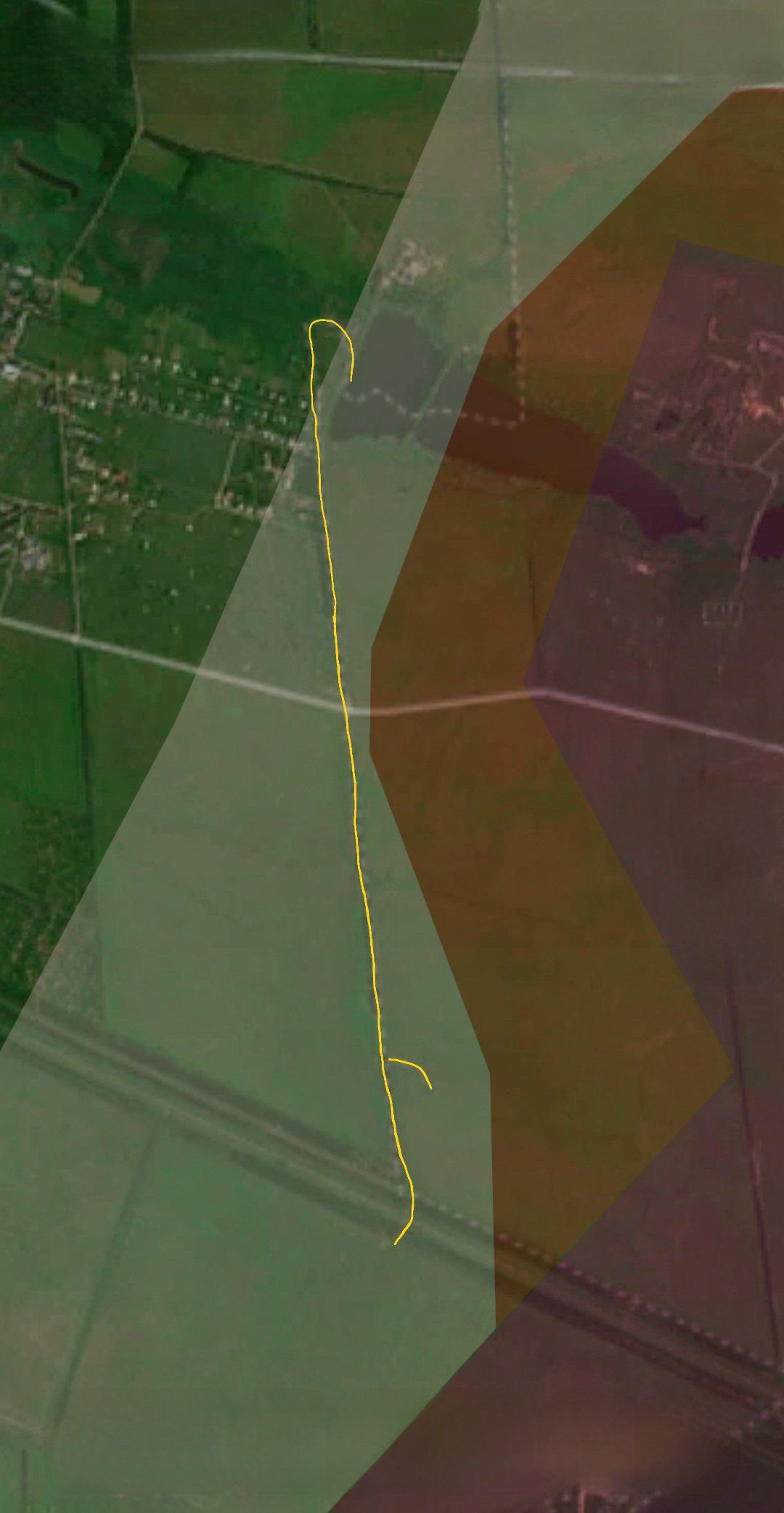
Лінія оборони 105 ОБТрО (жовтий). Фронт станом на 01.03.2023

Близько 17 лютого 2024 ЗС РФ трохи просунулися північніше Мар'їнки вибивши 79-ту та 90-ту ОДШБр. Наступні чотири дні російські підрозділами займали кілька лісових смуг на захід від шахти Трудовська. Лінія фронту підійшла безпосередньо до Красногорівки: фронт з Старомихайлівки де позиційні бойові дії вели 105 батальйон 109 ОБрТрО з 3 мотострілецьким батальйоном 114 ОМСБр. До середини січня 2024 3 МБ 114 ОМСБр проводив штурмові атаки на позиції у окопах 105 ОБТрО але без успіху через місцевість (64-415 метрів поля вздовж усього фронту) та неможливість обходу зі сторони Невельського через міську забудову на підступах міста (школа №1, мікрорайон "Новий")  та оборонні лінії які довго не могли  прорвати суміжні російські підрозділи. Та правий фланг зі сторони Мар'їнки.
26 лютого 2024 позиційні бої тривали на захід від Донецька в районі Красногорівки та Георгіївки. У районі Красногорівки діяли підрозділи підрозділу російської 238-ї артилерійської бригади (8-а САА, ПВО). 28 лютого російська 5-та мотострілецька бригада атакувала на південній околиці міста. Бронетехніка використовувалася на прикриття штурмових і сухопутних військ. Але російським військам не вдалося закріпитись у південно-східній частині міста, і вони були вибиті українською 3-ою штурмовою бригадою через кілька годин після входу до міста. Під час вибиття було неодноразовано запропоновано здатися у полон, відповіддю російських військових була тиша. Зі слів 1 із бійців 3 ОШБр більша частина росіян які прорвалися до міста були далеко не молоді але дуже вмотивовані.
23 березня 2024 5-та окрема мотострілецька бригада "Оплот" просунулася по вулиці Геологічна на 1.09 км² та 440 метрів вглиб.
26 березня 2024 був знищений КСП 105 ОБТрО 238-ю ОАБр

## Військово-Стратегічна ситуація
Місто Красногорівка знаходиться приблизно за 5 км на захід від Донецька. Разом з Авдіївкою і Мар'їнкою місто було одним із трьох основних опорних пунктів української армії на захід від Донецька.
Після взяття під контроль російськими військовими Мар'їнки наприкінці 2023 року та Авдіївки у лютому 2024 року місто стало останнім оплотом ЗСУ в цьому районі.